# 皮格角
皮格角（英語：Pig Point）是南極洲的海岬，位於南喬治亞群島，處於奧拉夫王子港，在1929年由英國的研究隊所命名，該海岬由英國海外領土管轄。